# Astyanax
Astyanax – rodzaj ryb z rodziny kąsaczowatych (Characidae) obejmujący ponad 100 słodkowodnych gatunków opisanych naukowo. Jest to, obok Hyphessobrycon,  najliczniejszy w gatunki rodzaj z rzędu kąsaczokształtnych. Ryby te są szeroko rozprzestrzenione w wodach słodkich obu Ameryk – od południowych Stanów Zjednoczonych po północną Argentynę. Oprócz form rzecznych, żyjących w wodach powierzchniowych, są wśród nich zasiedlające podwodne jaskinie ślepe ryby – stanowiące obiekt badań naukowych. Niektóre gatunki są wykorzystywane jako ryby akwariowe.

## Taksonomia
Rodzaj został opisany przez S. F. Bairda i C. F. Girarda w 1854. Gatunkiem typowym rodzaju jest Astyanax argentatus (synonim A. mexicanus). Nazwa rodzaju nawiązuje do Astyanaksa – postaci z mitologii greckiej. Klasyfikacja poszczególnych gatunków ulegała licznym zmianom na przestrzeni ostatnich lat i w wielu przypadkach nadal nie jest jasna. Zwłaszcza ślepe formy z podwodnych jaskiń przysporzyły taksonomom wielu problemów. Początkowo były traktowane jako odrębne gatunki. Dokładniejsze badania wykazały jednak, że są to formy napowierzchniowych gatunków, które stopniowo przystosowały się do zajęcia nowych siedlisk. Do najbardziej znanych należą Astyanax fasciatus, Astyanax mexicanus i Astyanax jordani, traktowane przez naukowców jako organizmy modelowe w badaniach procesów adaptacji ewolucyjnej i ewolucji regresywnej. Monofiletyzm tej grupy ryb nie został potwierdzony.

## Formy niewidome
Najstarsze ślady niewidomych form z rodzaju Astyanax pochodzą z plejstocenu. Do 1998 stwierdzono istnienie 29 populacji z wielu zalanych wodą jaskiń na obszarze Meksyku. Żyją tam w całkowitych ciemnościach. Charakteryzują się utratą pigmentacji, redukcją oczu oraz zmianami behawioralnymi. Ich skóra jest blada, z różowym odcieniem. Zmysł wzroku zastępuje im dobrze rozwinięty narząd linii bocznej, węch i słuch. W odróżnieniu od pływających stadnie osobników populacji wyjściowej, formy ślepe pływają pojedynczo. Pomimo tych zmian są tożsame z gatunkiem wyjściowym, mogą się swobodnie krzyżować z widzącymi osobnikami wód otwartych, dając płodne potomstwo. Ich młode wylęgają się z dobrze widocznymi oczami, które stopniowo zanikają, zarastając warstwą tkanki tłuszczowej. Pomimo braku oczu ryby te wybierają w akwariach najciemniejsze miejsca. Wykazano, że reakcje ryby na światło nie zanikają całkowicie. Zmiany morfologiczne i behawioralne u różnych populacji jaskiniowych rozwinęły się niezależnie osiągając różny stopień zaawansowania.
W wyniku wielu zmian w taksonomii rodzaju, w polskiej literaturze ichtiologicznej i akwarystycznej nagromadziły się liczne sprzeczności w nazewnictwie form jaskiniowych. Żyjący w wodach powierzchniowych lustrzeń meksykański, opisany po raz pierwszy jako Tetragonopterus mexicanus, obecnie klasyfikowany pod naukową nazwą Astyanax mexicanus, był dawniej opisywany pod nazwą Astyanax fasciatus mexicanus lub Astyanax mexicanus fasciatus, a jego ślepa forma określana nazwą ślepczyk, ślepiec jaskiniowy lub ślepczyk jaskiniowy. Inny gatunek – Anoptichthys jordani, odkryty w podziemnych strumieniach północnego Meksyku (San Luis Potosí) w 1936 – nazwany śleporybem Jordana lub też ślepcem jaskiniowym, został przeniesiony do rodzaju Astyanax jako podgatunek lustrzenia meksykańskiego Astyanax mexicanus jordani. W kolejnych latach obydwie nazwy (A. mexicanus i A. jordani) uznawano za synonimy lustrzenia meksykańskiego, lub wraz z A. fasciatus traktowano jako grupę blisko spokrewnionych gatunków (Astyanax fasciatus complex) o niejasnej filogenezie, aż w końcu wykazano, że są to odrębne gatunki jednego rodzaju. A. fasciatus opisany został z Brazylii. W miarę odkrywania kolejnych populacji uznawano, że jest szeroko rozprzestrzenionym gatunkiem o zasięgu występowania obejmującym obszary na północ, aż po Meksyk. Badania genetyczne wykazały jednak, że populacje meksykańskie należą do A. aeneus.

## Klasyfikacja
Liczba znanych nauce gatunków zaliczanych do tego rodzaju przekracza 100 i ciągle opisywane są nowe. Niektóre z nich są tak blisko spokrewnione, że różnice można wykazać dopiero poprzez badania genetyczne. Są to tzw. kompleksy gatunków (gatunki kryptyczne). W obrębie rodzaju stwierdzono już co najmniej 3 takie kompleksy (A. fasciatus complex, A. altiparanae (bimaculatus) complex i A. scabripinnis complex).
Gatunki:
| - Astyanax abramis - Astyanax aeneus - Astyanax ajuricaba - Astyanax altior - Astyanax altiparanae - Astyanax angustifrons - Astyanax anterior - Astyanax aramburui - Astyanax argyrimarginatus - Astyanax asuncionensis - Astyanax atratoensis - Astyanax aurocaudatus - Astyanax bifasciatus - Astyanax bimaculatus - Astyanax biotae - Astyanax bockmanni - Astyanax bourgeti - Astyanax brachypterygium - Astyanax brevirhinus - Astyanax burgerai - Astyanax caucanus - Astyanax chaparae - Astyanax chico - Astyanax clavitaeniatus - Astyanax cocibolca - Astyanax cordovae - Astyanax correntinus - Astyanax courensis - Astyanax cremnobates - Astyanax daguae - Astyanax depressirostris - Astyanax dissimilis - Astyanax dnophos - Astyanax eigenmanniorum - Astyanax elachylepis - Astyanax endy | - Astyanax epiagos - Astyanax erythropterus - Astyanax fasciatus - Astyanax fasslii - Astyanax festae - Astyanax filiferus - Astyanax gisleni - Astyanax giton - Astyanax goyacensis - Astyanax goyanensis - Astyanax gracilior - Astyanax guaporensis - Astyanax guianensis - Astyanax gymnodontus - Astyanax gymnogenys - Astyanax hastatus - Astyanax henseli - Astyanax hermosus - Astyanax incaicus - Astyanax integer - Astyanax intermedius - Astyanax ita - Astyanax jacobinae - Astyanax jacuhiensis - Astyanax janeiroensis - Astyanax jenynsii - Astyanax jordanensis - Astyanax jordani – ślepiec Jordana - Astyanax kennedyi - Astyanax kompi - Astyanax kullanderi - Astyanax lacustris - Astyanax latens - Astyanax laticeps - Astyanax leonidas - Astyanax leopoldi | - Astyanax lineatus - Astyanax longior - Astyanax longirhinus - Astyanax maculisquamis - Astyanax magdalenae - Astyanax marionae - Astyanax maximus - Astyanax megaspilura - Astyanax metae - Astyanax mexicanus – lustrzeń meksykański, astianaks meksykański - Astyanax microlepis - Astyanax microschemos - Astyanax minor - Astyanax multidens - Astyanax mutator - Astyanax myersi - Astyanax nasutus - Astyanax nicaraguensis - Astyanax novae - Astyanax obscurus - Astyanax ojiara - Astyanax orbignyanus - Astyanax orthodus - Astyanax pampa - Astyanax paraguayensis - Astyanax parahybae - Astyanax paranae - Astyanax paranahybae - Astyanax paris - Astyanax pelecus - Astyanax pelegrini - Astyanax pirapuan - Astyanax poetzschkei - Astyanax puka - Astyanax pynandi | - Astyanax ribeirae - Astyanax rivularis - Astyanax robustus - Astyanax ruberrimus - Astyanax rupununi - Astyanax rutilus - Astyanax saguazu - Astyanax saltor - Astyanax scabripinnis - Astyanax schubarti - Astyanax scintillans - Astyanax serratus - Astyanax siapae - Astyanax stenohalinus - Astyanax stilbe - Astyanax superbus - Astyanax symmetricus - Astyanax taeniatus - Astyanax totae - Astyanax trierythropterus - Astyanax troya - Astyanax tumbayaensis - Astyanax tupi - Astyanax turmalinensis - Astyanax unitaeniatus - Astyanax utiariti - Astyanax validus - Astyanax varzeae - Astyanax venezuelae - Astyanax vermilion - Astyanax villwocki - Astyanax xavante |

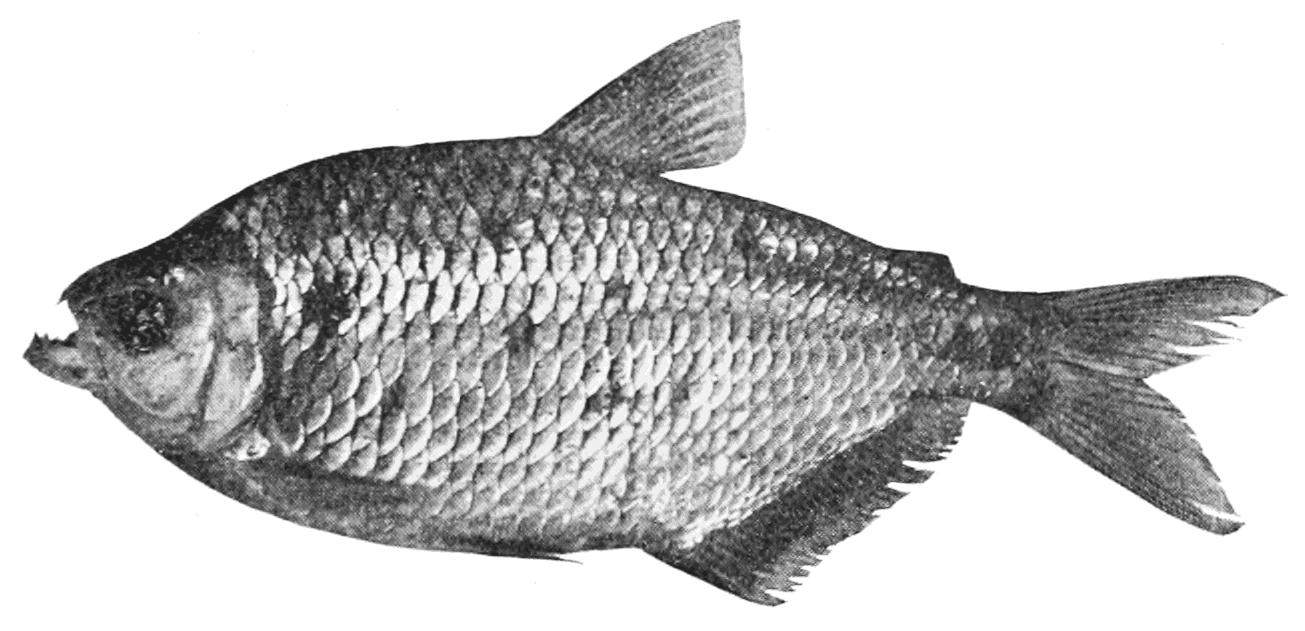
Astyanax bimaculatus
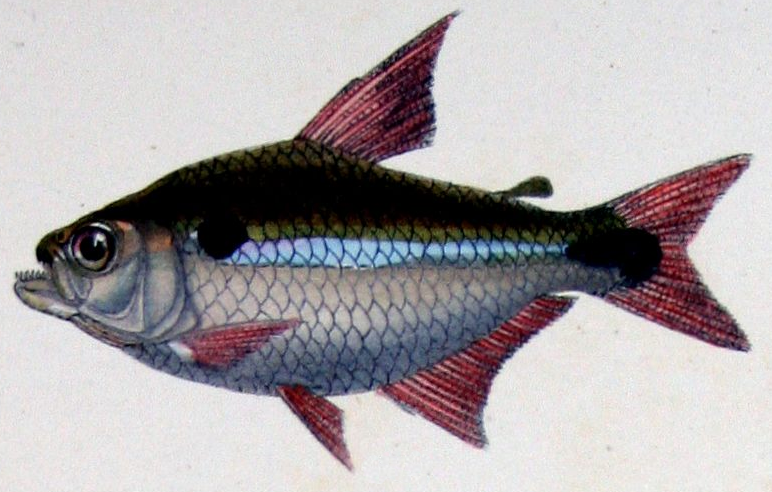
Astyanax fasciatus
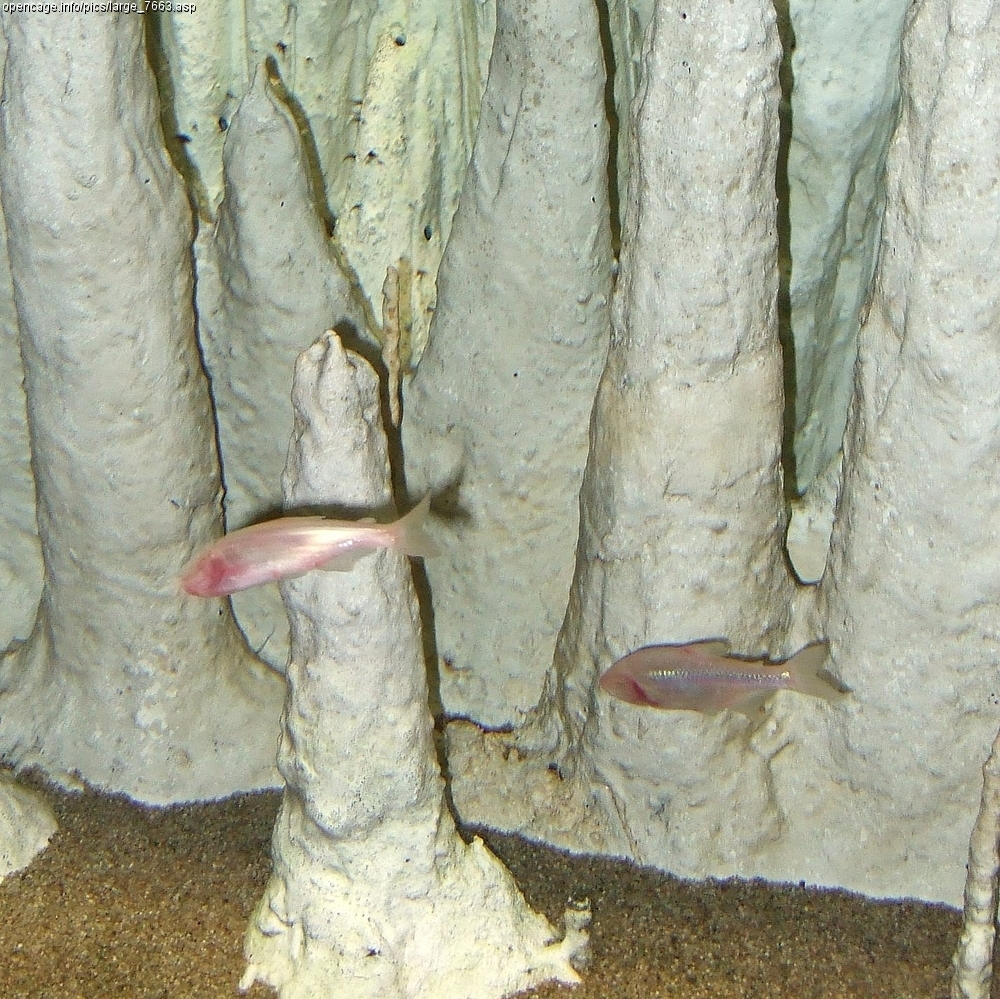
Astyanax jordani